# Círculo Ecuestre

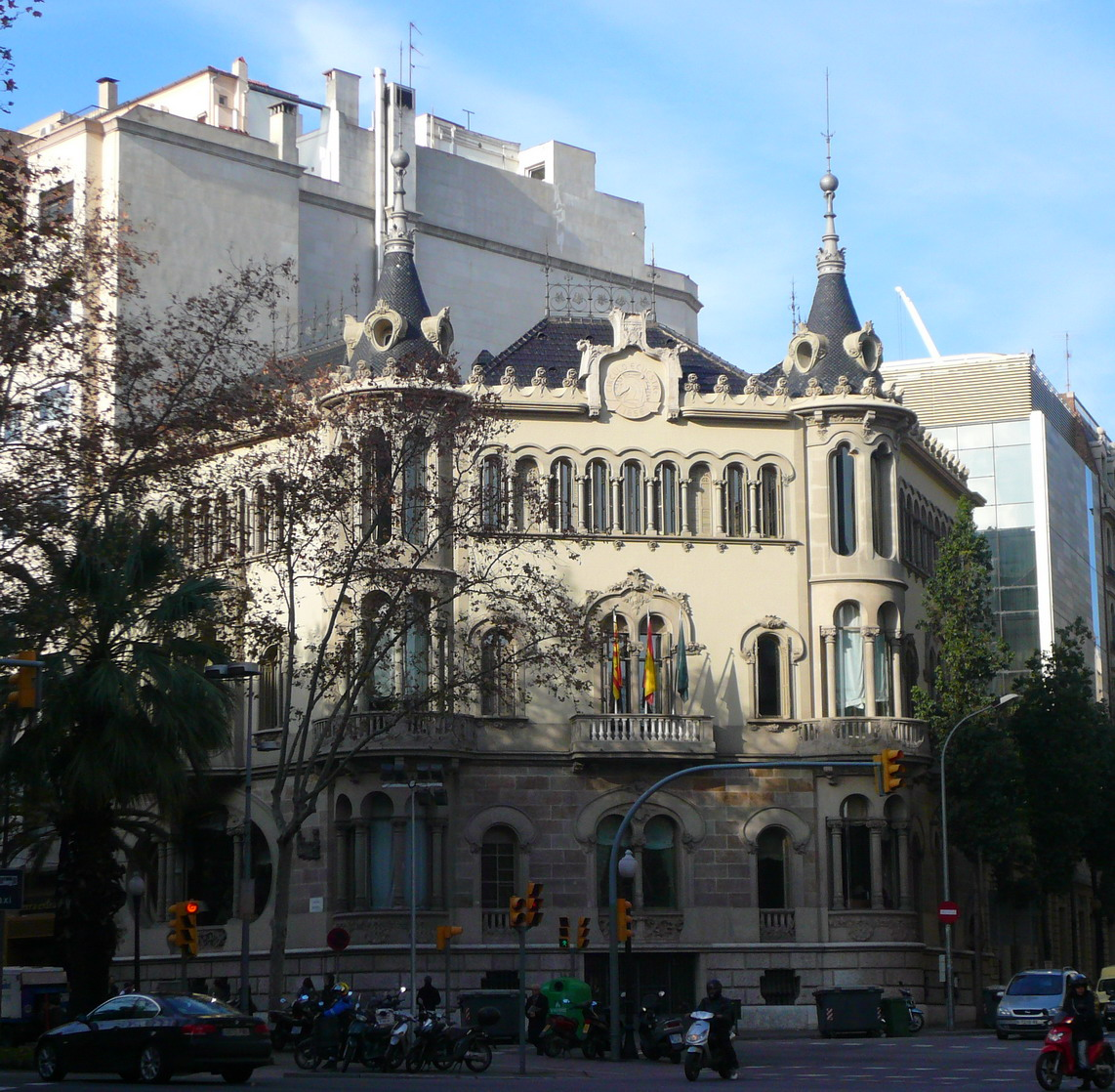
Sede del Círculo Ecuestre

El Círculo Ecuestre es un club deportivo y social ubicado en Barcelona, Cataluña (España).
En la actualidad, su actividad deportiva se ha reducido a unas instalaciones que incluyen gimnasio, piscina climatizada, solárium, sala de masajes y saunas, y a la organización de torneos de golf. 

## Historia
Se fundó el 26 de noviembre de 1856 por un grupo de barceloneses aficionados a la equitación. 
Se ubicó en la calle de San Pablo, para mudarse, en 1860, al número 10 de la Rambla de Santa Mónica. El 25 de mayo de 1907 se vuelve a trasladar, esta vez al número 14 de la plaza de Cataluña, en el principal de la Casa Girona (D. Ignacio). Después de tres mudanzas, los socios presionan para adquirir un edificio propio, moderno y señorial acorde a la categoría de la institución. Se aprueba la compra de dos casas situadas en el paseo de Gracia, una propiedad de Francisco C. Maristany y Garriga y la otra de sus primas Soler y Rovirosa, para construir el suntuosísimo edificio, que se inaugura el 26 de octubre de 1926. Acude a la inauguración S.M. el Rey Don Alfonso XIII.  
Durante la guerra civil española, el edificio es ocupado por la Unión General de Trabajadores y, posteriormente, por el Partido Socialista Unificado de Cataluña, convirtiéndolo en el "Casal Carlos Marx". Durante dicho periodo, 52 socios del Círculo Ecuestre perdieron la vida, muchos de ellas fruto de la acción represiva violenta protagonizada por las Patrullas de Control, dirigidas por Aurelio Fernández Sánchez, respondiendo ante el Comité Central de Milicias Antifascistas de Cataluña, adscrito a la Federación Anarquista Ibérica.
Tras la Guerra Civil es confiscado por la Falange, donde instala sus sindicatos. Finalmente, venden la antigua sede y el Círculo Ecuestre se instala definitivamente el 12 de junio de 1950 en su emplazamiento actual, el antiguo palacete modernista “Casa Samanillo“ construido por el arquitecto Juan José Hervás Arizmendi en 1910. 
El profesor de equitación Paulino de la Cruz y unos cuantos socios más del Círculo Ecuestre adquirieron varias jacas para jugar al polo, y, ante la decadencia de la actividad ecuestre en el Círculo Ecuestre, fundaron el Real Club de Polo.